# Helmut Quast
Helmut Quast (* 21. Januar 1934; † 15. August 2020) war ein deutscher Chemiker und Hochschullehrer an der Julius-Maximilians-Universität Würzburg.

## Leben und Wirken
Quast studierte ab 1954 Chemie an der Philipps-Universität Marburg, wo er 1960 seinen Abschluss machte. Anschließend arbeitete er am Lehrstuhl von Siegfried Hünig an der Universität München an seiner Promotion und folgte im Jahr darauf seinem Doktorvater an die Universität Würzburg. Dort wurde er 1963 mit der Schrift Zur Kenntnis der Pentaaza-Pentamethincyanine zum Dr. phil. promoviert. Nach Ende seiner Tätigkeit als wissenschaftlicher Assistent von Siegfried Hünig arbeitete Quast 1965 und 1966 als Postdoktorand im Labor von Elias James Corey an der Harvard University. Nach seiner Rückkehr nach Deutschland habilitierte er sich an der Universität Würzburg für Organische Chemie und wurde 1970 zum Privatdozenten in Würzburg ernannt. Als Privatdozent war Quast sodann zunächst am neu errichten Chemiezentrum der Universität Würzburg tätig. 1974 war Quast Gastprofessor an der University of Wisconsin–Madison und war anschließend wieder in Würzburg tätig. Am neu strukturierten naturwissenschaftlichen Fachbereich II (Chemie und Pharmazie), der später in die Fakultät für Chemie und Pharmazie umbenannt wurde, wurde er 1976 zum Wissenschaftlichen Rat und Professor ernannt. Seine Stelle wurde 1978 in eine C2-Professur überführt, ab 1981 hatte er bis zu seiner Emeritierung 1999 eine C3-Professur inne.

## Forschungsschwerpunkte
Quasts Forschungsschwerpunkte lagen insbesondere im Bereich der heterocyclischen Carbene, Brückenkopfazide, der Cycloaddition, Photochemie, Thermolyse, Radikalkatione, Diradikale und entarteten Cope-Umlagerungen. Insbesondere seine Studien und Synthesen zu homoaromatischen Semibullvalenen und Barbaralanen sind in etwa 300 Publikationen niedergelegt.